# Van Themseke
Van Themseke was een aanzienlijke Brugse familie in de 12de tot 16de eeuw.

## Brugse familie
Vanaf midden dertiende eeuw kwamen Van Themsekes (of Van Temsches) voor in de registers van het ambacht van de vleeshouwers in Brugge. Ze behoorden tot een van de zeventien families die dit ambacht in Brugge monopoliseerden. Deze families (onder dewelke de families Breydel, Van Vyve, de Roovere, van Bassevelde, van Moerkerke, Strubbe en Van Assenede) oefenden na enkele generaties niet meer zelf het beroep uit, maar hielden vast aan het eigenaarschap van het ambacht, waarvan ze de uitoefening verhuurden. 
Ondertussen klommen ze zelf op tot de burgerij en zelfs de adel. Ze oefenden functies uit in het bestuur van de stad Brugge en het Brugse Vrije of werden raadgevers van de regerende vorst. Van de 14de tot de 16de eeuw zetelden talrijke van Themsekes in een of andere capaciteit in het bestuur van de stad Brugge.
Heel wat Van Themsekes behoorden in hun jeugdjaren tot de liefhebbers van ridderlijke steekspelen en maakten deel uit van het Gezelschap van de Witte Beer. Op rijpere leeftijd vond men ze terug als lid van de Edele Confrérie van het Heilig Bloed en van de Broederschap van Onze-Lieve-Vrouwe van den drogen boom.
Eind zestiende eeuw, begin zeventiende eeuw was de familie Van Themseke in Brugge uitgestorven.

## Genealogie
- Ivan van Themseke
  - Jan van Themseke, beenhouwer omstreeks 1262.
    - Jan van Themseke, beenhouwer omstreeks 1300.
      - Jan van Themseke, trouwde met Catharina van Hoorne en vervolgens met Isabella Breydel, allebei dochters van beenhouwers.
        - Nicolaas van Themseke, trouwde met een van Rumbeke. Hij was schepen van Brugge in 1366 en 1376.
          - Nicolaas Van Themseke, trouwde met een van de Vagheviere.
          - Margaretha van Themseke, trouwde met Pieter I Adornes, burgemeester van Brugge.
          - Jacques van Themseke, trouwde met Catherine Braderickx. Hij was raadslid van Brugge in 1384.
            - Jacques van Themseke, trouwde met Isabelle de Wilde. Hij was raadslid van Brugge in 1417 en schepen in 1419.
              - Christophe van Themseke († 1478), trouwde achtereenvolgens met Agnes de Vos, Margaretha Gallant en Jeanne Rauladers. Hij werd schepen van Brugge.
                - Michiel van Themseke († 1504), trouwde met Adrienne van Nieuwenhove en Maria Hoose. Hij werd raadslid en burgemeester van de raadsleden in Brugge.
                  - Jan van Themseke († 1525), trouwde met Françoise van den Berghe.
                    - Jan van Themseke, trouwde met Monique Helle en Antoinette Le Maire. Hij werd raadslid en burgemeester van Brugge.
                      - ridder Joris van Themseke († 1580), was raadslid en schepen van Brugge. In 1544-1546 was hij burgemeester van de raadsleden. Hij werd schout in 1556. Hij was getrouwd met Jacqueline van Coudenhove. In 1575 tot 1577 was hij burgemeester van de schepenen. Begin 1580 uit Brugge verbannen door het calvinistisch bestuur, vestigde hij zich in Keulen en overleed er op 5 mei 1580.
                        - Jan van Themseke († 1578), werd schout in 1572.
                        - Everard van Themseke, trouwde met Petronilla Ryckman. Hij was raadslid van Brugge in 1580 en schepen in 1581 (calvinistisch bestuur).

                  - Jacques van Themseke, was tresorier van Brugge. Hij trouwde met Françoise Van den Berghe.
                    - Jacques van Themseke, trouwde met Isabelle de Brune en werd schepen van Brugge.
                      - Jacques van Themseke, was schepen van Brugge.

            - Jan van Themseke, die vrijgezel bleef, was raadslid van Brugge in 1483.
            - Gabriel van Themseke, vrijgezel, was redenaar van het Proosse en raadslid van Brugge. In 1450 was hij de tweede proost van de Edele Confrerie van het Heilig Bloed.
            - Cornelius van Themseke, trouwde met Elisabeth Walfaert. Hij was raadslid van Brugge in 1450.
              - Adrianus van Themseke, trouwde met Hermarine Pols en was raadslid en schepen van Brugge.

            - Louis van Themseke, trouwde met Gertrude van Malderen. Hij was raadslid van Brugge in 1461 en 1464.

          - Jacques van Themseke, trouwde met Isabelle de Wilde. Hij was raadslid in 1417 en schepen in 1419.
          - Michel van Themseke, trouwde met Madeleine de Wilde. Hij was schepen van Brugge in 1432.
            - Michiel van Themseke, was schepen van Brugge in 1452.

          - Joris van Themseke, trouwde met Catherine Ackaerts.
          - François van Themseke, trouwde met Margaretha van Melanen en met Martine Deurnagle. Hij was actief in de Witte Beer in 1423-1427.
          - André van Themseke, was actief in de Witte Beer in 1418-1421.

        - François van Themseke, werd begraven in 1395 in de Sint-Walburgakerk.
        - Jan van Themseke, trouwde achtereenvolgens met Agnès van Oostburg, Catharina van Dudzeele en Maria van Melanen. Hij was schepen van Brugge in 1383. Hij nam deel aan het groot toernooi van 1392.
          - Jan van Themseke, schepen van Brugge in 1414, bleef ongehuwd.
          - ridder Lodewijk van Themseke, trouwde met Margaretha van Vlaanderen. Hij was tussen 1402 en 1439 raadslid, schepen en burgemeester van de raadsleden van Brugge.
            - Daniel van Themseke, trouwde met Margaretha van Messem. Hij was raadslid van Brugge en nam deel aan de toernooien van de Witte Beer.
            - Joris van Themseke, was deken van het kapittel van Sint-Goedele in Brussel. Hij werd in 1499 ook verkozen tot deken van het Sint-Donaaskapittel in Brugge, maar gelet op de gelijkheid van stemmen met een andere kandidaat, ging zijn benoeming niet door.
            - Pieter van Themseke trouwde met Catharina Deynaers. Hij was viermaal schepen van Brugge tussen 1450 en 1467.